# مجب الدوساری
مجب الدوساری (زادهٔ ۱۹۲۲ –درگذشتهٔ ۱۹۵۶) هنرمند و طراح کویتی بود. بسیاری از هنرمندان و دانشگاهیان او را پایه‌گذار هنر پرتره در منطقه می‌دانند.
الدوساری در دبیرستان المبارکیه تحصیل کرد و در آنجا نقاشی خواند. در سال ۱۹۴۵ به مصر رفت و پنج سال در آنجا گذراند و پس از آن دیپلم هنرهای تزئینی گرفت. در سال ۱۹۵۰، او دو سال را در انگلستان گذراند و در آنجا به مدرسه هنر چلسی (که اکنون به عنوان کالج هنر و طراحی چلسی شناخته می‌شود) و آکادمی هنر لیورپول پیوست.
در سال ۱۹۴۳، الدوساری اولین گالری هنری را در کویت راه اندازی کرد. بعدها در دو نمایشگاه در سالهای ۱۹۵۱ و ۱۹۵۴ شرکت کرد.
الدوساری در طول عمر کوتاه خود، تقریباً ۳۰۰ پرتره و مناظر نقاشی کرد که بیشتر آنها عمیقاً در فرهنگ کویت ریشه دارند. بیشتر آثار او توسط بسیاری از اعضای خاندان حاکم خریداری شد.